# Special Service Group
Special Service Group je bila britanska vojaška enota, ki je združevala britanske specialne sile druge svetovne vojne.

## Zgodovina
Special Service Group je bila ustanovljena leta 1943 z razširitvijo Special Service Brigade.

## Sestava
1944 
- Štab
- 1st Special Service Brigade

- No. 3 Commando
- No. 4 Commando
- No. 6 Commando
- No. 45 (Royal Marine) Commando

- 2nd Special Service Brigade

- No. 2 Commando
- No. 9 Commando
- No. 40 (Royal Marine) Commando
- No. 43 (Royal Marine) Commando

- 3rd Special Service Brigade

- No. 1 Commando
- No. 5 Commando
- No. 42 (Royal Marine) Commando
- No. 44 (Royal Marine) Commando

- 4th Special Service Brigade

- No. 41 (Royal Marine) Commando
- No. 46 (Royal Marine) Commando
- No. 47 (Royal Marine) Commando
- No. 10 (Inter-Allied) Commando

- Special Boat Service
- Engineer Commando
- Podporne enote

- Holding Commando
- Commando Basic Training Centre
- Commando Mountain Warfare Centre
- Group 2nd Echelon (Royal Marines)